# Hilda Heine
Hilda Heine   (Majuro, 6 d'abril de 1951) és una política marshallesa, actual presidenta de les Illes Marshall.Abans d'assumir la presidència fou ministra d'Educació i va fundar el grup Women United Together Marshall Islands, que reivindica els drets de la dona. Va ser el primer ciutadà a les Illes Marshall en obtenir un doctorat. És la primera dona cap de govern en un país de Micronèsia.